# Marian Dąbrowski (1882–1925)
Marian Dąbrowski (ur. 8 września 1882, zm. 30 września 1925 w Kosowie) – polski żołnierz, major oświatowy Wojska Polskiego, publicysta, wolnomularz.

## Życiorys
Urodził się w rodzinie Leona Leopolda (1840–1918) i Gabrieli Antoniny z d. Żejma (1952–1921). Miał braci Józefa i Wacława. Wziął udział w przygotowaniu i przeprowadzeniu strajku szkolnego w 1905. Członek Polskiej Partii Socjalistycznej (PPS) i członek kolejnych organizacji bojowych PPS. Od 1906 w PPS–Frakcji. Studiował medycynę na Uniwersytecie Jagiellońskim, następnie nauki społeczne i historyczne w Brukseli. W 1908 przebywał na emigracji w Brukseli będąc członkiem PPS. W latach 1912–1914 przebywał w Londynie, gdzie był mężem zaufania KTSSN i Związku Strzeleckiego. W tym czasie przebywał w kręgu socjalizującej inteligencji na emigracji, m.in: Bronisława Malinowskiego czy Marii Czaplickiej, której osobę przedstawił szerzej czytelnikom w polskiej prasie. 
W październiku 1914 roku oddelegowany do PON, gdzie był redaktorem Legionisty Polskiego. 24 marca 1917 roku awansował na chorążego. 11 kwietnia 1917 roku został wyznaczony na stanowisko kierownika Referatu dla Spraw Oświatowych w Komendzie Legionów Polskich.
Był pracownikiem Biura Komisji Wojskowej Tymczasowej Rady Stanu. Podczas kryzysu przysięgowego jako jeden z nielicznych nie podporządkował się Józefowi Piłsudskiemu i jego rozkazom, nie podał się do dymisji.
3 maja 1922 roku został zweryfikowany w stopniu majora ze starszeństwem z dniem 1 czerwca 1919 roku i 12. lokatą w korpusie oficerów administracji (dział naukowo-oświatowy). W 1924 roku pełnił służbę w Oddziale Wyszkolenia Dowództwa Okręgu Korpusu Nr I w Warszawie. W styczniu 1925 powierzono mu pełnienie obowiązków szefa Wydziału Wyznań Niekatolickich Ministerstwa Spraw Wojskowych.
Od 1911 był mężem pisarki Marii Dąbrowskiej.
Zmarł w wyniku niezdiagnozowanej na czas choroby serca. Pochowany został na Cmentarzu Ewangelickim w Warszawie, później przeniesiony do grobowca rodzinnego na cmentarzu Powązkowskim (kwatera 213-1-27,28).

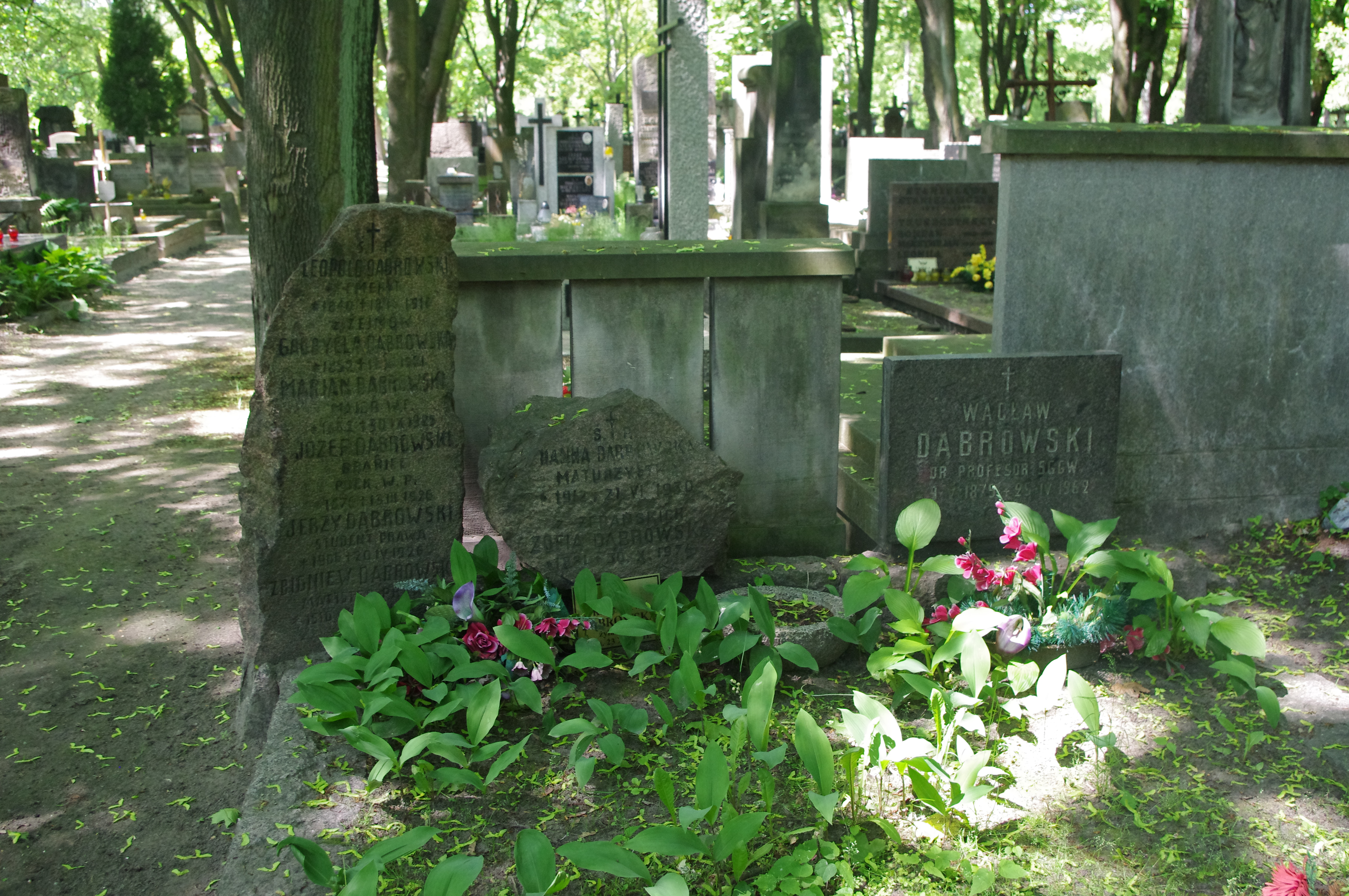
Grobowiec rodzinny na Cmentarzu Powązkowskim w Warszawie

## Publikacje (wybór)
- Dzieje założenia Państwa Belgijskiego (1913)[12]
- Żołnierz I-ej brygady i kampania na Wołyniu (1919)[13]
- Różaniec życia i śmierci (1924)[14]

## Ordery i odznaczenia
- Krzyż Niepodległości z Mieczami (pośmiertnie, 7 lipca 1931)[15]
- Krzyż Walecznych
- Srebrny Krzyż Zasługi (pośmiertnie, 5 października 1925)[16]